# Kagome Kagome
Kagome Kagome (かごめかごめ o 籠目籠目?, Kagome Kagome) è sia un gioco tradizionale per bambini giapponese, sia il nome della filastrocca ad esso associato.
Nel gioco, uno dei partecipanti è scelto per interpretare il ruolo dell'oni (una specie di demone chiamato pure Bakeneko o Kitsune o orco), e viene fatto sedere bendato (o semplicemente con gli occhi coperti). Gli altri giocatori si tengono per mano e camminano in cerchio intorno all'oni cantando appunto la filastrocca Kagome Kagome. Al termine della canzone, l'oni deve tentare di acchiappare la persona dietro di lui.
La filastrocca è stata oggetto di grande interesse per via del suo testo criptico, che varia leggermente di regione in regione, e sono state sviluppate numerose teorie sul suo significato e sulle sue origini. Inoltre intorno a Kagome Kagome si è concentrata anche l'attenzione della letteratura e del cinema, principalmente di genere horror. Al brano è fatto riferimento nei videogiochi Remember11 e Fatal Frame oltre che negli anime Inuyasha The Final Act e Chaos;Head. Anche il brano dei Dir en grey Shokubeni del 2003 è basato sulla filastrocca.

## Testo
In Giappone, il testo della filastrocca varia leggermente di regione in regione, ma la versione maggiormente diffusa è la seguente:
| Caratteri giapponesi        | Rōmaji                                  |
| かごめかごめ 籠の中の鳥は   | Kagome kagome / Kago no naka no tori wa |
| いついつ出やる 夜明けの晩に | Itsu itsu deyaru / Yoake no ban ni      |
| 鶴と亀が滑った              | Tsuru to kame ga subetta.               |
| 後ろの正面だあれ            | Ushiro no shoumen daare                 |

|  |

L'interpretazione più comune è:
Kagome kagome / L'uccello è nella cesta/gabbia,

Quando, oh quando verrà fuori?

Nella notte dell'alba

La gru e la tartaruga scivolano

Chi è davanti alla schiena?

Dato che la canzone è in genere scritta su righe singole, senza punteggiatura, oltre all'ambiguità delle parole in sé, non è neppure chiara la connessione fra le intere frasi (per esempio, "Nella notte dell'alba" potrebbe essere una risposta alla precedente frase "Quando, oh quando verrà fuori?", o potrebbe essere la premessa per "la gru e la tartaruga scivolano").
Fra le varianti più comuni nel testo si può citare la sostituzione di "夜明けの晩に" ("Nella notte dell'alba") con "夜明けの番人" ("la guardia all'alba" o "la guardia dell'alba") e "後ろの正面" ("davanti alla schiena") con "後ろの少年" ("il ragazzo dietro").